# 二齿黄蓉花
二齿黄蓉花（学名：Dalechampia bidentata）为大戟科黄蓉花属下的一个种。